# Behlendorf
Behlendorf település Németországban, Schleswig-Holstein tartományban. Lakosainak száma 404 fő (2023. december 31.).

## Népesség
A település népességének változása:
| Lakosok száma | 316  | 391  | 388  | 404  | 411  | 404  |
|               | 1975 | 2017 | 2019 | 2021 | 2022 | 2023 |